# Бец, Максим Николаевич
Макси́м Николаевич Бец (31 января 1974, Челябинск, СССР) — советский и российский хоккеист, левый нападающий.Чемпион Евролиги 2000 года, а также бронзовый призёр чемпионата России. Бронзовый призёр молодёжного чемпионата мира.

## Биография
Сын Николая Беца. Игровую карьеру начал в родном Челябинске. В сезонах 1990/91 и 1991/92, выступая за «Мечел», провёл 27 игр в первой лиге чемпионата СССР. В сезоне 1991/92 в высшей лиге провёл 25 игр за «Трактор».
В 1992 году уехал в США. Провёл 125 игр в WHL, 43 игры в АХЛ, 45 игр в IHL. Также выступал в ECHL, EHL и НХЛ за «Анахайм Дакс».
Бронзовый призёр чемпионата мира 1994 года среди молодёжи до 20 лет.
После возвращения в Россию в 1996 году выступал за ЦСКА, «Трактор», «Мечел», «Северсталь», «Молот-Прикамье», «Металлург» из Магнитогорска.
С 2004 года играл в клубах второго эшелона — «Трактор», «Мечел», «Казахмыс», «Газпром».

## Тренерская карьера
После окончания игровой карьеры в 2012—2015 годах тренировал команду ВХЛ «Кубань» из Краснодара. В 2015—2016 гг. работал тренером команды МХЛ «Беркуты Кубани».
В 2016 году вошёл в тренерский штаб МХК «Русские витязи» из города Чехов. В 2018 году занял пост главного тренера.